# 65 - Fuga dalla Terra
65 - Fuga dalla Terra (65) è un film del 2023, scritto, diretto e co-prodotto da Scott Beck e Bryan Woods.

## Trama
Sul lontano pianeta tecnologicamente avanzato Somaris, il pilota Mills deve intraprendere una spedizione spaziale di due anni per guadagnare i soldi necessari per curare la malattia della figlia Nevine. Tuttavia, durante il viaggio di ritorno a Somaris, la sua astronave, la Zoic, viene colpita da una massa di asteroidi e si schianta su un pianeta inesplorato. Con la nave danneggiata, Mills scopre che i passeggeri sono morti e che altre due capsule criogenetiche che egli teneva nella nave sono disperse. Dopo aver pensato al suicidio, trova una sopravvissuta, una bambina di nome Koa, figlia di una coppia morta. Mills decide di prendersi cura di lei, anche se i due hanno difficoltà a comunicare parlando delle lingue diverse e avendo il traduttore rotto.
Il pianeta sconosciuto è la Terra 65 milioni di anni fa, durante il periodo Cretaceo. Mills scopre che l'altra metà dello Zoic contiene una navetta di fuga funzionante e invia un segnale di soccorso per il salvataggio. In seguito dice a Koa che devono dirigersi sulla montagna dove si trova la navetta, mentendo sul fatto che i suoi genitori siano vivi per incoraggiarla ad andare con lui. Durante il tragitto Mills protegge Koa dai dinosauri. Mentre trascorrono la notte vicino all'apertura di una grotta, Koa guarda diversi videomessaggi inviati da Nevine al padre. La stessa notte i due vengono attaccati da un gigante Fasolasuchus, che feriscono prima di nascondersi nella grotta.
Dopo che una frana li separa, Mills viene attaccato da un Oviraptor che vive nelle caverne, mentre Koa viene assalita da una creatura simile a un raptor, che la ragazza intrappola in un tronco di un albero caduto, usando delle piccole bombe per ucciderlo. Mills uccide la creatura che abita nella caverna e corre attraverso la foresta alla ricerca di Koa, ma ad un tratto cade nelle sabbie mobili. Ormai vinto, viene raggiunto da Koa che lo aiuta ad uscire, e i due si riuniscono felicemente. Dopo aver controllato la sua guida, Mills scopre anche che un enorme asteroide, i cui detriti hanno causato lo schianto della loro nave, colpirà la Terra in meno di 12 ore, innescando un catastrofico evento di estinzione.
I due raggiungono lo Zoic, ma Koa scopre che Mills le ha mentito, al che l'uomo le rivela la perdita di Nevine, morta a causa della sua malattia mentre era via, e promette di proteggerla. Dopo aver appreso che i soccorsi sono in arrivo, i due salgono a bordo della navetta di fuga, ma i detriti dell'asteroide la fanno cadere dalla montagna. Mills e Koa riescono a respingere due grandi Tyrannosaurus rex, e uccidono il Fasolasuchus, sopraggiunto per attaccarli, grazie a un geyser acido. I due tornano alla nave e si lanciano nello spazio in cerca di soccorso, nello stesso momento in cui l'asteroide si scontra con la Terra. Mentre scorrono i titoli di coda, vengono mostrate diverse immagini del paesaggio terrestre dalla glaciazione, conseguenza dell'impatto dell'asteroide, fino alla civiltà moderna 65 milioni di anni dopo.

## Produzione

### Sviluppo
Nel settembre 2020 Adam Driver è stato annunciato come protagonista di un film prodotto, scritto e diretto da Scott Beck e Bryan Woods; Sam Raimi avrebbe co-prodotto con Zainab Azizi e Debbie Liebling. Due mesi dopo, Ariana Greenblatt si unì al cast. Nel dicembre 2020, Chloe Coleman si è unita al cast.

### Riprese
Le riprese sono iniziate il 16 novembre 2020 a New Orleans. Le riprese si sono svolte anche nella foresta nazionale di Kisatchie nella parrocchia di Vernon, in Louisiana, nel gennaio 2021.

## Colonna sonora
Nel febbraio 2021 è stato annunciato che Danny Elfman stava componendo la colonna sonora del film.

## Promozione
Il primo trailer del film è stato pubblicato il 14 dicembre 2022, mentre un secondo trailer è stato pubblicato il 26 gennaio 2023. Il primo trailer in italiano del film è stato pubblicato il 27 febbraio 2023.

## Distribuzione
65 - Fuga dalla Terra è stato distribuito nelle sale cinematografiche statunitensi a partire dal 10 marzo 2023 da Sony Pictures Releasing. L'uscita del film era stata precedentemente programmata per il 13 maggio 2022, poi anticipata al 29 aprile 2022, successivamente al 14 aprile 2023, poi nuovamente posticipata al 28 aprile 2023, ed infine confermata per il 17 marzo 2023. In lingua italiana è uscito nelle sale cinematografiche il 27 aprile 2023.

## Accoglienza

### Incassi
Il film ha incassato 32,1 milioni di dollari negli Stati Uniti e in Canada e 28,6 milioni nel resto del mondo, per un totale di 60,7 milioni in tutto il mondo.
Negli Stati Uniti e in Canada, 65 - Fuga dalla Terra è uscito insieme a Scream VI e Champions ed ha incassato 4,4 milioni di dollari nel suo primo giorno, inclusi 1,22 milioni di dollari dalle anteprime di giovedì sera. Ha continuato a sovraperformare leggermente, debuttando a $ 12,3 milioni e finendo terzo al botteghino. Ha guadagnato $ 5,8 milioni nel suo secondo fine settimana, finendo terzo.

### Critica
Sul sito web dell'aggregatore di recensioni Rotten Tomatoes il film ha una percentuale di gradimento del 34% sulla base di 124 recensioni, con una valutazione media di 4,8/10. Il consenso critico del sito cita: «Fantascienza fradicia che in qualche modo trova un modo per pasticciare Adam Driver che combatte i dinosauri, 65 è più vicino allo zero», ha invece ricevuto recensioni generalmente positive con una percentuale del 65% da parte dell'audience, il consenso cita: «Sebbene sia sciocco, prevedibile e in un certo senso lento, le opportunità mancate di 65 sono per lo più bilanciate da una solida azione thriller di sopravvivenza». Metacritic, che utilizza una media ponderata, ha assegnato al film un punteggio di 40 su 100, basato su 27 recensioni, indicando "recensioni miste o medie". Il pubblico intervistato da CinemaScore ha assegnato al film un voto medio di "C +" su una scala da A + a F, mentre quelli di PostTrak gli hanno assegnato un punteggio positivo complessivo del 54%, con il 37% che ha affermato che lo consiglierebbe sicuramente.